# Львівський національний медичний університет імені Данила Галицького
Львівський національний медичний університет імені Данила Галицького (ЛНМУ; лат. Universitatis Medicinalis Leopoliensis) — один з найбільших та найстаріших медичних навчальних закладів України. Готує спеціалістів за напрямами: медицина, медико-профілактична справа, стоматологія та фармація. За даними міжнародної бази Scopus університет посідає перше місце серед медичних вишів України.

## Структура
Наразі в університеті налічується п'ять факультетів та один відділ:
- Медичний факультет № 1
- Медичний факультет № 2
- Стоматологічний факультет
- Фармацевтичний факультет
- Факультет післядипломної освіти
- Відділ по роботі з іноземними студентами

Сумарно на них функціонує 75 катедр.

## Історія

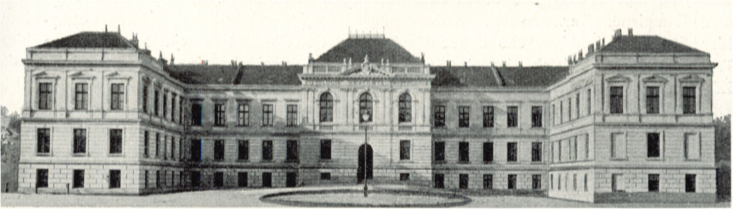
Головний корпус, 1898

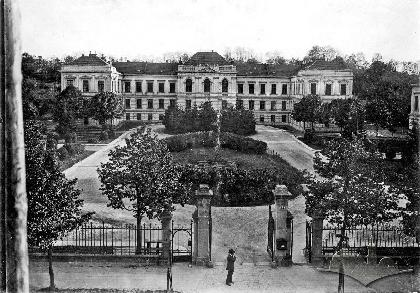
Головний корпус медичного факультету Львівського університету імені Франца І. 1894 рік

Історія Львівського медичного університету сягає 1661 року, коли 20 січня привілеєм короля Яна Казимира Львівська єзуїтська колегія була піднесена до рангу Академії з присвоєнням титулу Університету у складі чотирьох факультетів. Однак повноцінний медичний факультет аж до закриття Університету у 1773 році так і не був утворений.
16 листопада 1784 року, згідно з привілеєм імператора Йосифа II від 21 жовтня 1784 року, відбулося відновлення у Львові університету з чотирма факультетами: теології, права, філософським і медичним. Саме з цього дня відраховує свій вік Львівський національний медичний університет імені Данила Галицького.
Упродовж 1891–1898 років були збудовані та почали функціонувати нові навчальні корпуси та клінічні бази Університету: анатомофізіологічний, патологоанатомічний, хімічний, акушерства та гінекології, хірургії, внутрішніх хвороб, дерматовенерології, оториноларингології та ін. Так 4 квітня 1891 року було прийнято рішення про відкриття медичного  факультету при Львівському університеті. Ректор університету доктор Балясиц на урочистому відкритті навчального року 1891/1892 рр., назвав це рішення однією з чотирьох важливих подій для університету Львівського. Після відкриття факультету була поїздка делегації Львівського університету на авдієнції до цісаря у листопаді 1891 року.
У березні 1900 року відбувся перший випуск лікарів у кількості 16 осіб, серед яких було двоє українців — І. Полохайло і Я. Грушкевич. Через 100 років — у червні 2001 року — дипломи про закінчення Університету отримали 775 лікарів, провізорів і медсестер.
У першій половині XX століття у Львові викладали медицину вихідці з університетів Кракова, Відня, Гайдельберґа та інших провідних європейських осередків освіти. Катедри медичного факультету Львівського університету очолювали вчені світової слави професори Г. Кадий, В. Шимонович, А. Бек, Я. Прус, А. Марс, Л. Ридиґер, А. Цєшинський, М. Ненцкий, Я. Парнас, Р. Вайґль, В. Новіцький та багато інших.
З 1920 року до 1925 рік у Львові працював Український Таємний Університет, який виник через негативне ставлення польської влади до навчання українців у Львівському університеті. З 1921 року у складі Українського Таємного Університету був організований медичний факультет, який складався з 10 катедр, на яких навчалося 185 студентів. Серед викладачів були М. Панчишин, М. Музика, І. Куровець, С. Балей, О. Барвінський та ін. Внаслідок відсутності відповідної лабораторної та клінічної бази студенти третього і наступних курсів продовжували своє навчання у Празі, Відні, інших університетах за кордоном.
Після нападу СРСР на Польщу, у 1939 році та приєднання частини території східної Польщі до складу Української Радянської Соціалістичної Республіки, медичний факультет Львівського університету було виділено зі складу університету і реорганізовано у Львівський державний медичний інститут з двома факультетами: лікувально-профілактичним і фармацевтичним; загалом 1139 студентів. Ректором був Макарченко Олександр Федорович. Того ж року при інституті заснована наукова бібліотека.
З початком німецької окупації Львова діяльність вищих навчальних закладів припинилася. Через тиждень після вступу до Львова німецько-нацистських військ, у липні 1941 року, нацисти розстріляли 36 професорів львівських вищих навчальних закладів, серед яких було 13 професорів (Т. Островський, В. Добжанецький, С. Прогульський, І. Грек, Р. Ренцкий, А. Соловей, В. Серадський, С. Манчевський, В. Новіцький, А. Цєшинський, Ю. Гжендельський, Г. Гілярович, С. Руф) та 10 викладачів медичного інституту. Ця акція була лише одним із епізодів ретельно спланованої гітлерівцями широкомасштабної кампанії тотального винищення діячів польської науки і культури як еліти нації (одночасно були розстріляні й українці-професори медичного інституту, в тому числі академік А. Соловій)). Під час окупації німці сіяли міжнаціональну ворожнечу, внаслідок чого трагічно загинули професори А. Ластовецький, Б. Яловий, А. Бек.
4 вересня 1941 року професор Маркіян Панчишин отримав згоду відновлення медичного інституту з навчанням німецькою мовою. Після вступних екзаменів абітурієнтів і перездавання студентами всіх іспитів німецькою мовою було зараховано 1238 українців і 322 поляки, навчання розпочалося 1 квітня 1942 року. 20 травня 1942 року розпорядженням німецької окупаційної адміністрації на базі Львівського медичного інституту були офіційно відкриті медичні фахові курси. Їх навчальні програми принципово не відрізнялися від передвоєнних і були практично ідентичними з німецькими програмами вищої медичної освіти. Дещо пізніше вищезазначений навчальний заклад отримав офіційну назву Державні медикопрофілактичні фахові курси. Його організація і діяльність стали можливими завдяки самовідданій жертовній праці народного професора М. Панчишина та доктора Р. Осінчука.
|                                     |  |  |
| Ювілейна монета НБУ присвячена ЛНМУ |  |  |

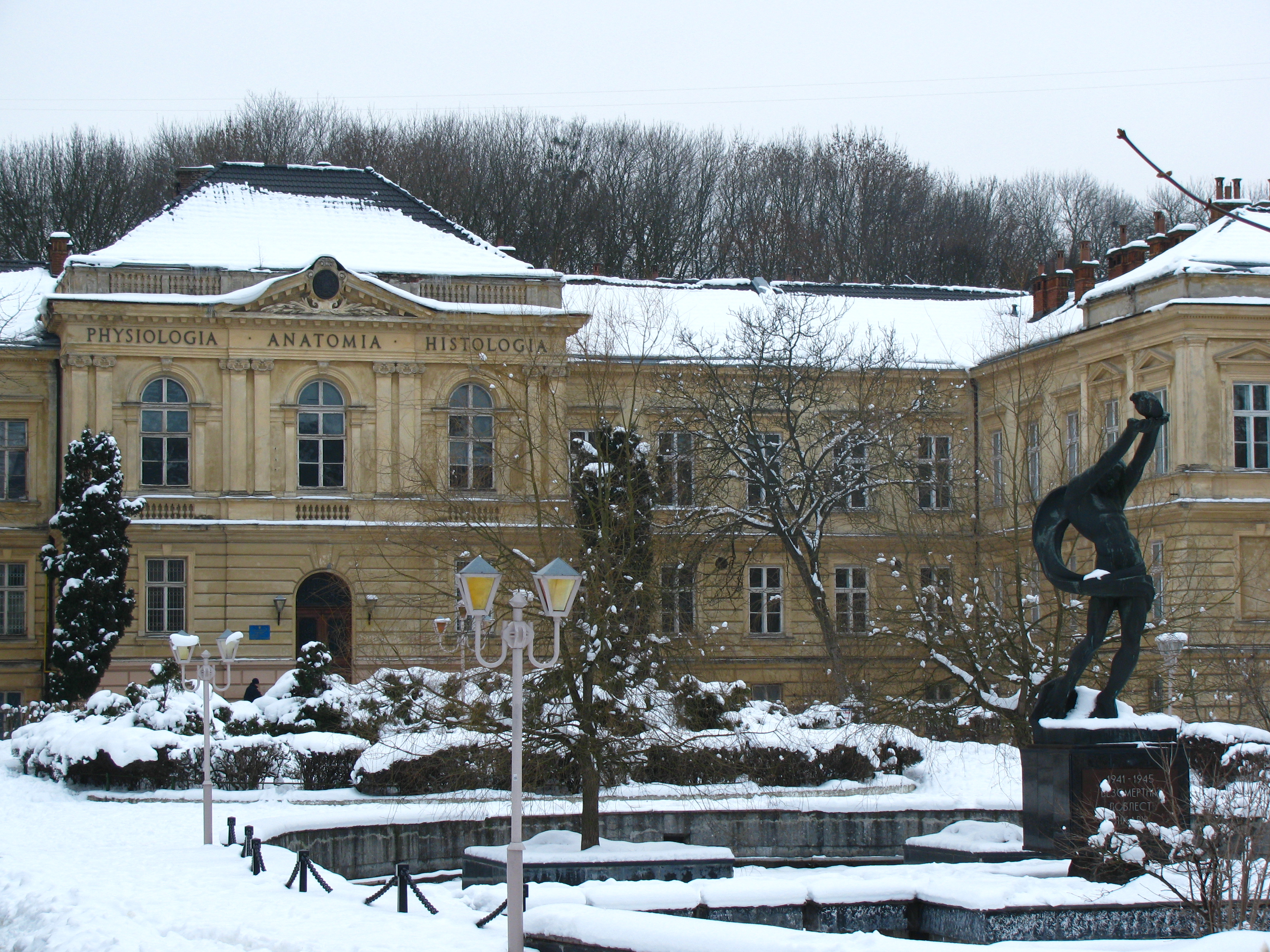
Анатомічний корпус

1 жовтня 1944 року, через два місяці після зайняття Львова радянськими військами, у Львівському державному медичному інституті розпочався новий навчальний рік.
Починаючи з 1961 року, поряд із підготовкою національних кадрів, Університет здійснює навчання іноземних громадян з країн Європи, Азії, Африки та Америки. За 40 років підготовлено близько 2000 лікарів і провізорів — іноземців, які успішно працюють у багатьох країнах світу. З 1997 року розпочато і динамічно розвивається навчання іноземних студентів англійською мовою.
17 жовтня 1996 року постановою Кабінету Міністрів України № 1262 Львівський державний медичний інститут отримав статус вищого навчального закладу IV рівня акредитації і був перейменований на Львівський державний медичний університет.
21 жовтня 1998 року Університетові присвоєно ім'я Данила Галицького, першого короля Руської держави. Данило Галицький проводив прогресивні на той час державні й адміністративні реформи, розвивав освіту і культуру, удосконалював військо та створив для нього першу школу тогочасних медиків, яка започаткувала розвиток медицини у Галичині.
21 серпня 2003 року Указом Президента України № 872/2003 Львівському державному медичному університету імені Данила Галицького, враховуючи загальнодержавне і міжнародне визнання наслідків його діяльності, вагомий внесок у розвиток національної освіти і науки, надано статус Національного медичного університету.
При ЛНМУ діє Товариство молодих вчених і спеціалістів.

## Ректори Львівського національного медичного університету імені Данила Галицького
- 1939 — в.о. Музика Максим Максимович
- 1939—1941 — Макарченко Олександр Федорович
- 1944—1944 — Глухенький Тимофій Титович
- 1944—1950 — Скосогоренко Григорій Пилипович
- 1951—1964 — Кузьменко Леонід Миколайович
- 1964—1981 — Даниленко Михайло Васильович
- січень 1981 — лютий 1998 — Павловський Михайло Петрович
- квітень 1998 — липень 2023 — Зіменковський Борис Семенович

## Випускники
- Список випускників Львівського національного медичного університету імені Данила Галицького